# Isolde Czóbel
Isolde Czóbel, geboren als Isolde Marie Daig (* 2. Januar 1879 in Wenden, Russisches Kaiserreich; † 1. Januar 1952 in Offenbach am Main), war eine deutsch-russische Malerin und Textildesignerin. Sie war Professorin an den damaligen Technischen Lehranstalten der Stadt Offenbach am Main (inzwischen aufgegangen in der heutigen Hochschule für Gestaltung in Offenbach) und Mutter der international bekannten Ausdruckstänzerin und Choreographin Lisa Czóbel.

## Leben und Wirken
Isolde Daig stammte aus Wenden in Russland (heute Cēsis in Lettland). Während ihrer Ausbildung zur Malerin lernte sie in Paris ihren zukünftigen Ehemann, den ungarischen jüdischen Maler Béla Czóbel kennen. Sie heirateten im Jahr 1905; im April 1906 wurde in Bamberg ihre gemeinsame Tochter Lisa geboren, die später zu einer der bedeutendsten Ausdruckstänzerinnen des 20. Jahrhunderts wurde.
Einen Teil ihrer Studien absolvierte Czóbel bei Emil Rudolf Weiß an der Kunstgewerbeschule in Berlin. Im Jahr 1924 wurde sie gemeinsam mit Maria Steudel als Professorin an die Technischen Lehranstalten der Stadt Offenbach am Main (heute HfG Offenbach) berufen, wo sie die Fachklasse für Frauenkleidung leitete und bis zu ihrem Ruhestand im Jahr 1944 wirkte. Zu ihren Modeschöpfungen gehörte auch eine Vielzahl von Tanzkostümen, die sie ihrer Tochter Lisa schneiderte.
In den Sommermonaten der 1920er Jahre waren Isolde, Béla und Lisa Czóbel regelmäßige Gäste in Gertraud Rostoskys Künstlerkolonie Neue Welt in Würzburg. Mit Gertraud Rostosky verband Isolde schon seit dem Ende des 19. Jahrhunderts eine enge Freundschaft.
Das Ehepaar Czóbel trennte sich im Jahr 1934; die Scheidung erfolgte im August 1939.
Isolde Czóbel starb am 1. Januar 1952, einen Tag vor Vollendung ihres 73. Lebensjahres, im Stadtkrankenhaus in Offenbach am Main.